# Salomó II d'Imerècia
Salomó II, nascut el 1773, era abans el príncep David fill d'Artxil i d'Elena (aquesta filla de Irakli II de Kartli i de Daredjan).
La corona se la van disputar David, fill de Jordi (cosí de Salomó) i David, fill d'Artxil (nebot de Salomó) que per part de mare era net d'Irakli de Kartli.
Després de deu anys de lluites la noblesa proposa de fer rei a Irakli, però la reina Daredjan (esposa de Irakli) va aconseguir que la corona fos donada, per recomanació d'Irakli, a David fill d'Artxil, que va pujar sota el nom de Salomó II.
Aquest des del 1802 va demanar a Rússia de restablir el regne de Kartli i Kakhètia i a canvi acceptaria el protectorat rus, però no va ser escoltat.
Es va rebel·lar el mthavari de Mingrèlia Grigol Dadiani i Salomó va haver de combatre'l. Grigol va demanar el protectorat rus. El governador rus de Geòrgia, Pàvel Tsitsiànov, exigeix a Salomó que pari les operacions i se sotmeti al protectorat rus, però Salomó s'hi nega. Tsitsianov envaí Imerècia i Salomó es veié obligat a acceptar el protectorat el 25 d'abril de 1804 (Tractat d'Elaznur).
El 1806 esclatà la guerra entre Rússia i l'imperi Otomà i el rei Salomó es va aliar amb els otomans. El tsar, furiós, va ordenar que es deposés a Salomó i s'annexés Imerècia l'abans possible. Però mentre durava la guerra el governador Gudovicht no va arriscar-se a operacions militars a la zona; el següent governador Tormassov va proclamar el govern rus el 20 de febrer de 1810 i l'abolició del regne al mateix temps que milers de soldats entraven al país i ocupaven Vartsikhé i Bagdadi.
Salomó es retirà a la vall de Khanis Tskali amb 4000 homes; un combat va tenir lloc a Tchkéri i un altre a la frontera entre Imerècia i Ratxa-Letchkumi; els russos ocupen Tola, Khvantchkara, Khotévi, Minda, Tsikhé, Khidikari i Oni.
Salomó s'entrega i és encarcerat a Tblisi però el 10 de maig de 1810 escapa i arriba a Akhaltsikhé, on demana la rebel·lió general, que es produeix ràpidament. Els rebels assetjaren als russos a les fortaleses i el governador Simonovicht no podia sortir de Kutaisi. El rei es va reunir amb el rebels. Un victòria parcial van obtenir els revoltats a Sakaro el mes de juny. Un altre combat important va tenir lloc a Vakhani amb victòria dels revoltats sobre el general Orbeliani (juliol). Simonovicht va encarregar a al general Rozen de posar fi a la revolta el 16 de juliol. Combats de certa importància es van produir el 8 i 10 d'agost. El setembre Rozen ocupa Vartsikhé i Salomó es retira a Khanis Tskali, però atacat per una força russa molt superior, va haver de fugir cap a Akhaltsikhé. El 1812 i 1813 la guerra entre Rússia i els otomans i persa va acabar, i el 1815 Salomó va morir a Trebizonda el 7 de desembre de 1815. El seu fill Constantí, nascut el 1789 va passar al servei de Rússia el 1812 i va morir el 3 de maig del 1844.